# Sneeuwmotten
De sneeuwmotten (Lyonetiidae) zijn een familie van vlinders in de superfamilie Yponomeutoidea. De familie telt ruim 200 soorten, verdeeld over 32 geslachten.

## Geslachten
- Onderfamilie Cemiostominae
  - Leucoptera Hübner, 1825
    - = Cemiostoma Zeller, 1848
    - = Perileucoptera Silvestri, 1943
    - = Proleucoptera Busck, 1902

  - Microthauma
- Onderfamilie Lyonetiinae
  - Lyonetia Hübner, 1825
    - = Argyromis Stephens, 1829 

  - Phyllobrostis Staudinger, 1859
  - Stegommata Meyrick, 1880
- Niet in een onderfamilie ingedeeld
  - Acanthocnemes
  - Arctocoma
  - Atalopsycha
  - Busckia
  - Cateristis
  - Chrysolytis
  - Cladarodes
  - Compsoschema
  - Copobathra
  - Crobylophora
  - Daulocoma
  - Diplothectis
  - Erioptris
  - Eulyonetia
  - Exegetia
  - Hierocrobyla
  - Leioprora
  - Leucoedemia
  - Lyonetiola
  - Micropostega
  - Orochion
  - Otoptris
  - Petasobathra
  - Philonome
  - Pilotocoma
  - Platacmaea
  - Prytaneutis